# Oppenau
Oppenau város a Rench völgyében, a Fekete-erdő központi részén. A Lierbach és Rench összefolyásánál fekszik, 260–1055 méter tengerszint feletti magasságban. A legközelebbi települések: Lautenbach és Oberkirch, Bad Peterstal-Griesbach. Az erdősített terület – 58,5 négyzetkilométer, tehát a körzet területének 80% -erdős- a nagyobb Fekete-erdő hegyekkel határolják, ideértve a Moos (878 méter), Braunberg (877 méter) és a Kniebis (960 méter). Az Allerheiligen vízesések, a Schliffkopf (1055 méter) és a Vogelskopf (1056 m) közötti terület a kerület északi része a Fekete-erdő Nemzeti Parkhoz tartozik.

## Földrajza

### A város elrendezése

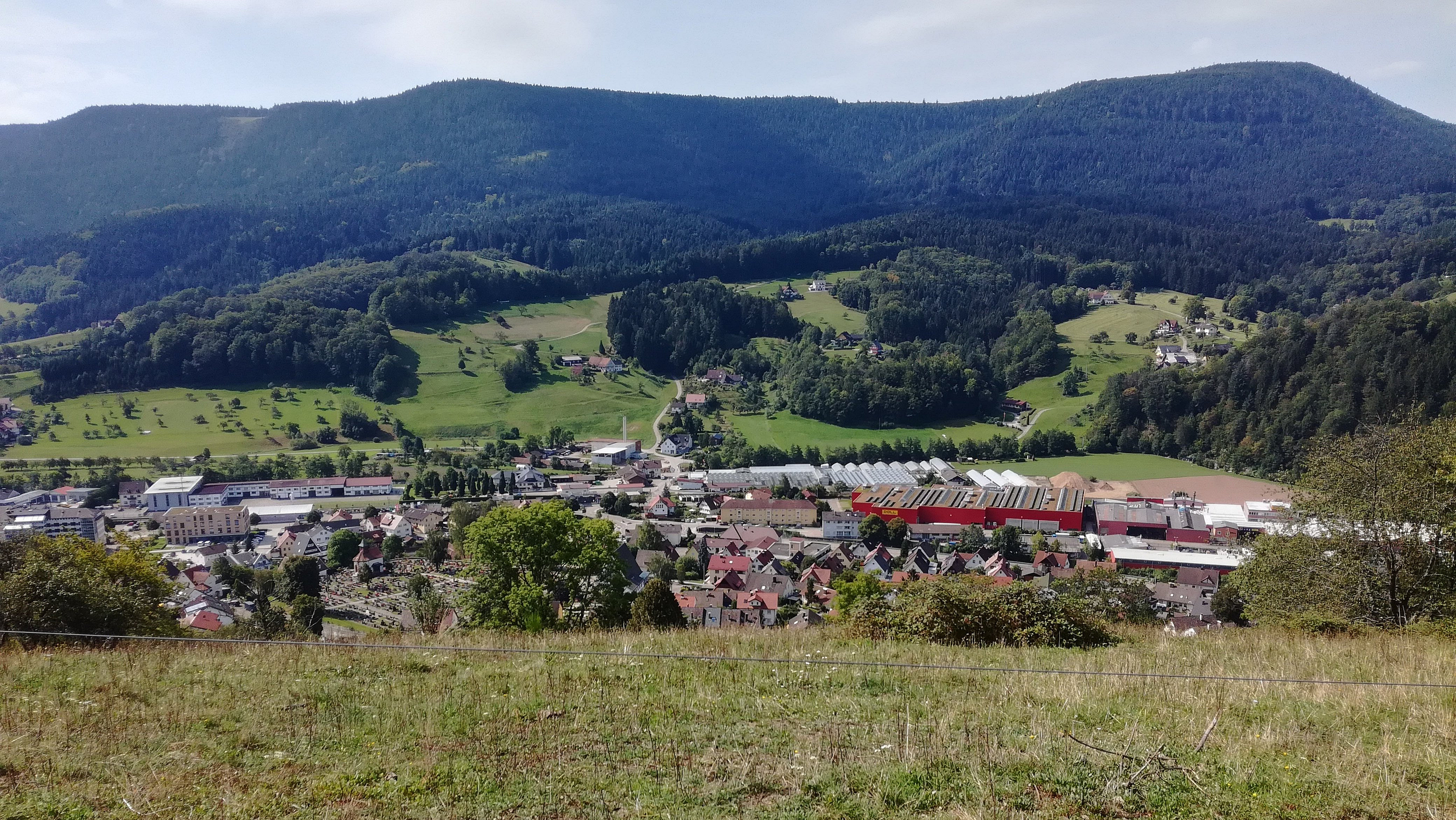
Kilátás Oppenaura

Oppenau városa, az Ibach, Lierbach, Maisach és Ramsbach községekből együtt jött létre az 1970-es években amelyek addig függetlenek voltak, ma még további 101 tanya és ház tartozik a városhoz.

### Területi változások
Rotenfels elhagyatott falu Lierbach kerületben, Frauenberg elhagyatott falu Maisach a kerületben. A Zettelmatt házak összeolvadtak Oppenauval, és Deiffelsmühle egy elhagyott vagy átnevezett falu az Oppenau kerületben. Reinhartshofen városa összeolvadt Ramsbach-al, a Ramsbach kerület városai Altneustein és Letschenmühle.

## Története

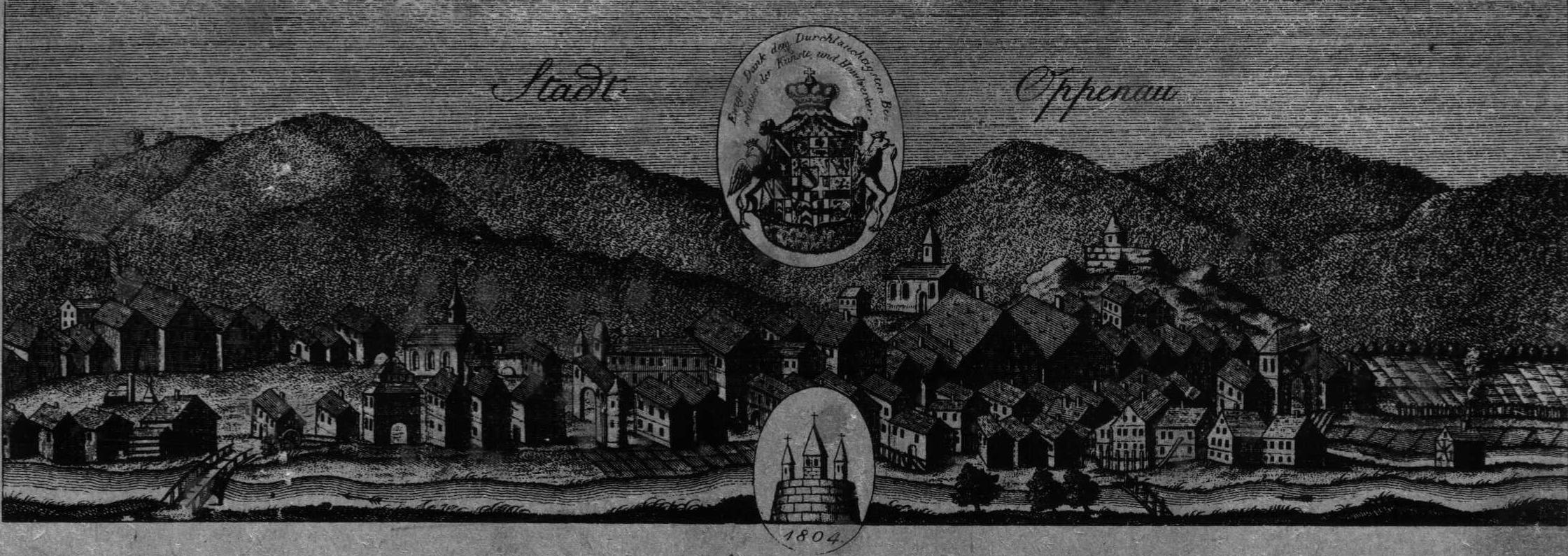
Gravírozás a városról 1804-ből az új badeni nagyherceg címerével.

A 12. században Noppenouwe falu („Aue des Noppo”) egy mezőgazdaságból élő településből volt, amely 1218-ig a Zähringenek birtoka volt. A család kihalása után a Renchtalban lévő katolikusrendek telepedtek le, ezután alapították a Lierbach-völgyben a Mindenszentek Kolostort (1191) mely nagy politikai, kulturális és vallási befolyással volt Oppenau-ra. 1316-ban a Renchtal a Strasbourgi püspöknek kezébe került. A városkapu felett a Louis René Édouard de Rohan-Guéméné hercegi püspök címere található,        amelyet eredetileg a 16. században készítettek, amely még ma is megemlékezik a püspökről.

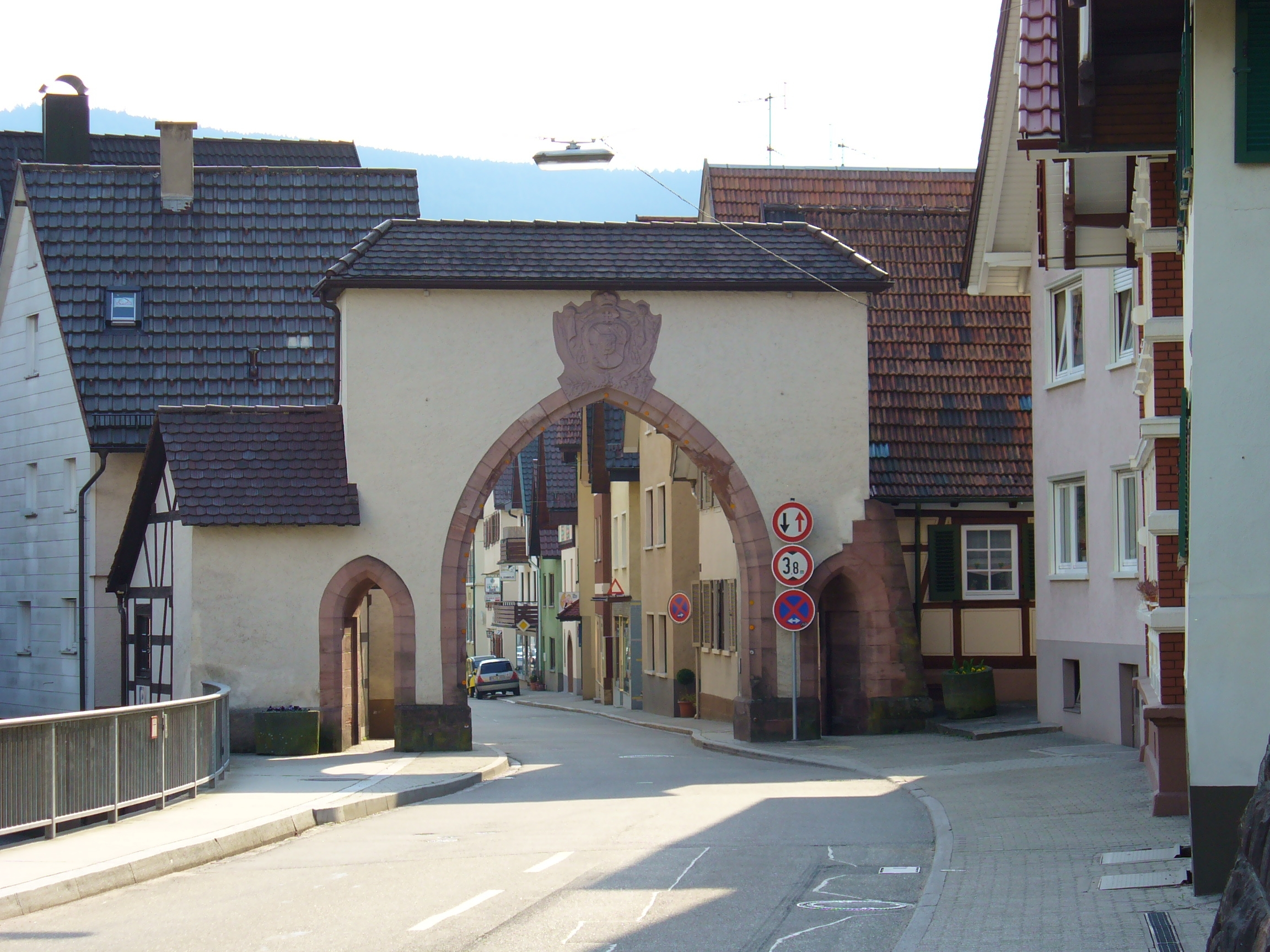
A régi városkapu

1319 körül a strasbourgi püspökök megalapították az azonos nevű erődített helyet a Lierbach-völgy kijáratánál a Friedberg-kastély körül, és városjogokat adtak neki. Ennek oka az volt, hogy biztosítsa a területet Württemberg és Baden erőfeszítései ellen, hogy kiterjessze befolyását a Renchtal-ban. Mindkét hely megfelelő helyen volt a Strasbourg-Ulm útvonalon mentén.
Friedberg és Noppenouwe egy időben jött létre, a Noppenouwe-ből származó Oppenau nevet a 15. század óta honosították mindkét településen. A két hely teljes szerkezeti egyesülésére azonban csak 1770-ben került sor az úgynevezett Beilerstadt által.
1592 és 1664 között a várost Württemberg hercegének a tulajdonában állt. Ebben az időszakban történt az 1615-ös városi tűzvész, melyben a falu nagy része megsemmisült. Ezután Heinrich Schickhardt tervezte újra a falut sváb stílusban.
1668-ban kapucinus kolostor épült Oppenauban, amelyet 1804-ben feloszlattak. Ezt követően a jelenlegi városközpontot, az Allmendplatz-ot mint központi teret, ekkor építették be a városháza és a Szent János plébániatemplommal.
1803-ban Oppenau a Reichsdeputation főtétel részeként a Baden Nagyhercegségbe került. A második világháború után Oppenau Baden állam része volt, és 1952 óta a Baden-Württemberg része.
1990. október 12-én támadást hajtottak végre a CDU politikusa, Wolfgang Schäuble ellen Oppenauban, aki súlyosan megsérült a támadásban.

## Népesség
A település népessége az elmúlt években az alábbi módon változott:
| Lakosok száma | 5152 | 5360 | 5264 | 4919 | 5000 | 5460 | 5116 | 5013 | 4661 | 4914 |
|               | 1961 | 1967 | 1974 | 1980 | 1987 | 1993 | 2000 | 2006 | 2013 | 2023 |

## Vallás
Oppenau lakossága túlnyomórészt katolikus. De élnek evangélikusok is a településen.

## Politika

### Közigazgatás
Oppenau az Oberes Renchtal közigazgatási kerület székhelye, amely magában foglalja a szomszédos Bad Peterstal-Griesbach-ot is.

### községi tanács
Az Oppenau önkormányzati tanács a választott önkéntes tanácsosokból és a polgármesterből áll, elnökeként. A polgármester szavazati joggal rendelkezik az önkormányzati tanácsban. A 2019. május 26-i, Oppenau-i helyi választások a következő végeredményhez vezettek. A részvételi arány 64,1% volt (2014: 56,8%).

A város címere

| Párt                                      | képviselői helyek száma | %-os eredmény | 2014-es eredmények      |
| ----------------------------------------- | ----------------------- | ------------- | ----------------------- |
| Cdu                                       | 9 hely                  | 49,7%         | (2014: 58,2 %, 11 hely) |
| Baden-Württembergi szabad szavazók pártja | 10 hely                 | 50,3%         | (2014: 41,8 %, 8 hely)  |

### Polgármester
2017. október 29. óta Uwe Gaiser a polgármester.Az elődje Thomas Grieser volt, aki 2017 augusztusában halt meg és 31 évig volt a város polgármestere.

### Címere
A címer : " fehér színű kapu, vörös kastély, amelyet az alsó, hegyes, vörös, kerek alaprész nyitott horganyzott fala zár körül, két hegyes toronnyal , a felső emeleten több fekete hegyes boltívű ablak van.
A címert a Friedberg-kastély 1319-es építése óta használják.

## Gazdaság és infrastruktúra
Helyzetét tekintve Oppenaut a mezőgazdaság jellemzi, különös tekintettel az erdőgazdálkodásra és a szeszes italok előállítására. Ezen kívül vannak vállalatok járműgyártásban, vegyiparban és gépiparban is. A turizmus szintén fontos gazdasági tényező.

### Közlekedés
Oppenau a 28-as számú Bundesstraße (főút) mellett fekszik. Emellett a településen egy vasútvonal mellett van. Illetve buszközlekedés is jelen van a településen.
A legközelebbi nemzetközi repülőterek Strasbourg, Stuttgart, Karlsruhe / Baden-Baden és Basel-Mulhouse-i repterek.
Oppenau a német-francia Heinrich-Schickhardt-Strasse-n található, egy turisztikai útvonalon, amely összeköti azokat a városokat, ahol a Württemberg mesterépítők otthagyták a nyomukat.

### Oktatási intézmények
A városban van egy általános és középiskola, valamint közösségi iskola. Más általános iskolák vannak Lochbergben és Ramsbachban. Római katolikus iskola mellett három óvoda is működik a településen.

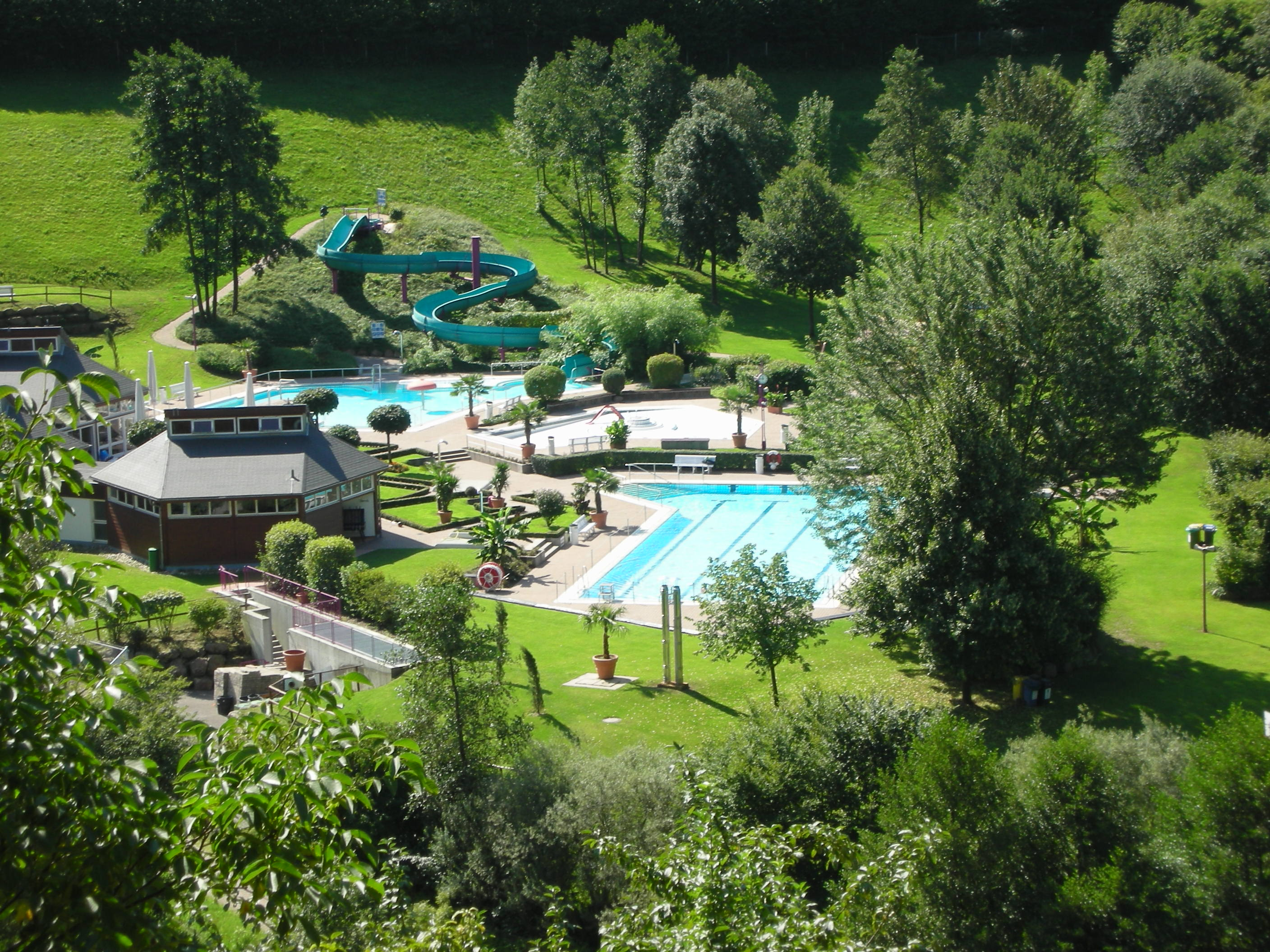
Élményfürdő

### Szabadidő és sportlétesítmények
- Élményfürdő.
- számos sífelvonó található a közelben.
- Günter-Bimmerle terem.
- Haldenhof sportlétesítmény.
- Négy indítóhely siklórepülők és siklóernyősök számára.

## Kultúra és látványosságok

### Színház
Az Allerheiligen kolostorban évente szabadtéri produkciókat tartanak. Elsősorban egy általában történelmi (középkori) vagy helyi háttérrel bíró művet adnak elő.

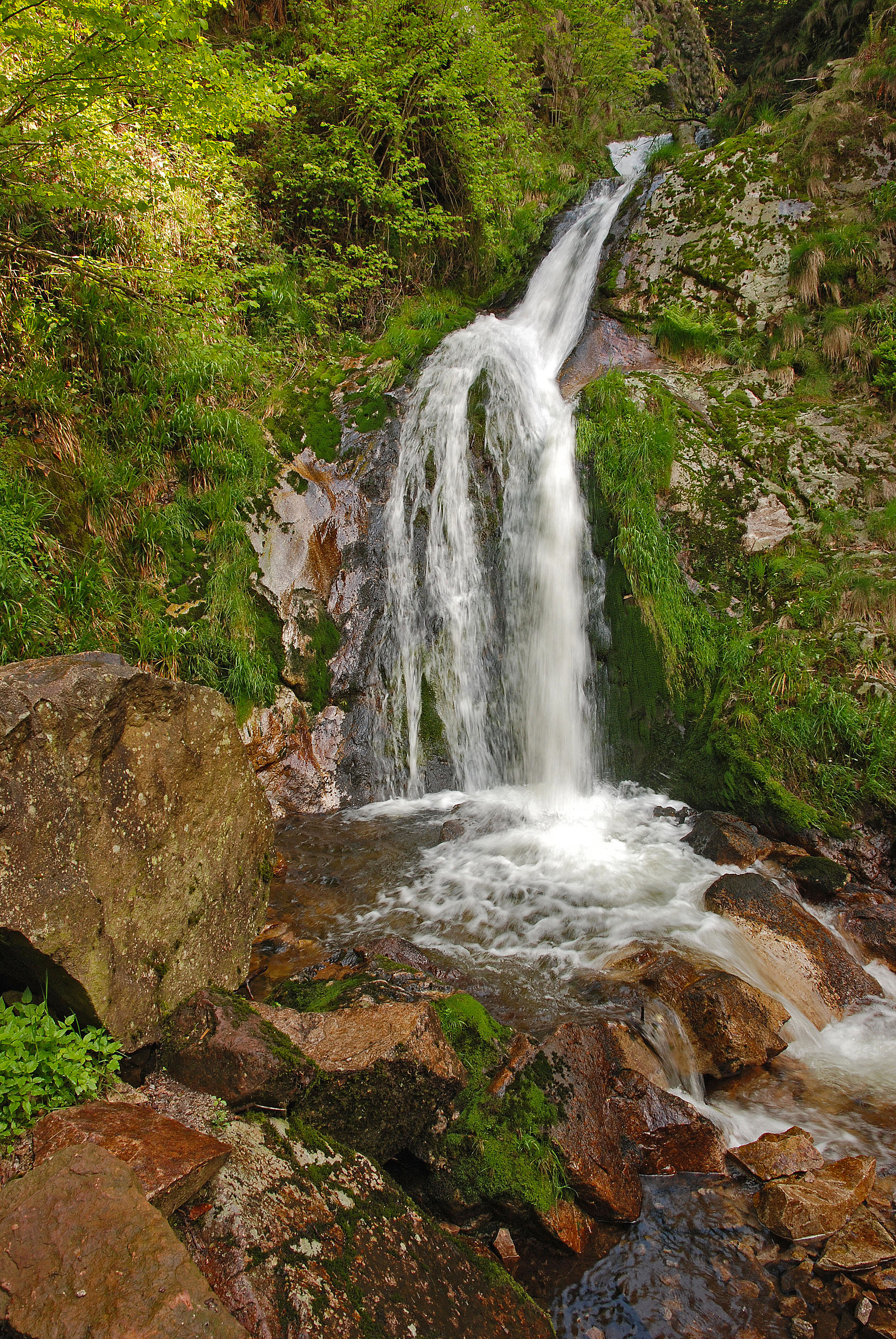
A mindenszentek-vízesés

### Múzeumok
Renchvölgyi Helytörténeti Múzeum amely a városházán tekinthető meg.

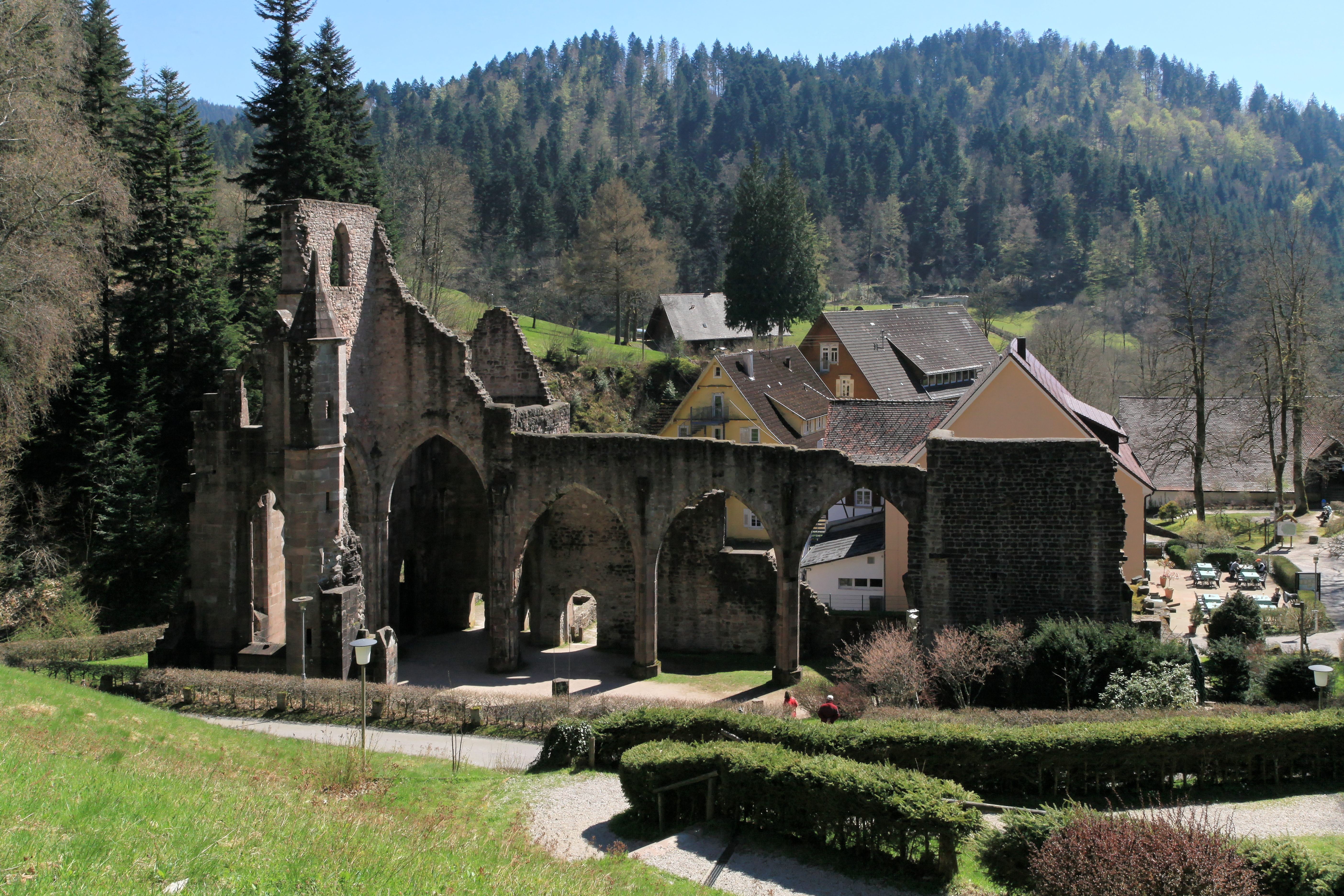
A mindenszentek kolostor romjai

### Építmények
- a város felső kapuja (szintén Lierbacher kapu)
- a korábbi premontrei Mindenszentek Kolostorának romjai a közeli Mindenszentek vízesésével
- az Allmendplatzban (Főtér) található Szent János Baptista katolikus plébániatemplom, mely Friedrich Weinbrenner tervei szerint épült
- Bärenburg (medvevár) romjai a Ramsbach körzetben
- a "Buchkopfturm Oppenau", egy 28 m magas kilátó mely 921 m magasságban a Renchtalsteig nyomvonalán Maisachtól keletre található.  Az ezüstfenyővel borított nyolcszintes tornyot "Weißtannenturm" -nek hívták, annak 2015. május 14-i megnyitása előtt

## Híres személyek
- Oppenauban született Hanst Constance 1759-ben egy híres rabló Württembergben.
- Ludwig Huber (1889. december 10-én született Ibachban, † 1946. január 18-án enbenda): gazda és politikus(NSDAP), és a Reichstag tagja.
- Ernst Haas (1901. november 4-én született Oppenauban, † 1979. április 25., Villingen-Schwenningen), ügyvéd és politikus (SPD), az állami parlament tagja
- Robert Huber (1964. szeptember 8.) volt U-15-ös futballista

## Fordítás
- Ez a szócikk részben vagy egészben a Oppenau című német Wikipédia-szócikk fordításán alapul. Az eredeti cikk szerkesztőit és forrásait annak laptörténete sorolja fel.